# Razkrižje
Razkrižje (madžarsko Ráckanizsa, prekmursko in hrvaško Raskrižje) je obmejno  pomursko naselje. Na Razkrižju je sedež Občine Razkrižje. 

## Opis
Razkrižje je obcestno gručasto naselje ob meji s Hrvaško, na desnem bregu spodnjega toka reke Ščavnice (Mürice). Na zahodu meji na vas Veščica. Naselje je križišče cest, ki potekajo iz Ljutomera ter iz bližnje hrvaške Štrigove (3 km) ter Murskega Središča (14 km). Bližnji most čez Muro je omogočil sodobnejšo povezavo z Mursko Soboto, prej pa je čez reko vozil brod. 

## Zgodovina
Razkrižje se v pisnih virih prvič omenja leta 1478 kot Racz-Kanizsa, ravno tako tudi Gibina. Že takrat je obstajal na reki Muri brod med Gibino in Dolnjo Bistrico. Leta 1556 se omenja poštna postaja na Razkrižju. V obdobju 1763–1787 se na jožefinskem vojaškem zemljevidu navaja Razkrižje kot trg, s carinskim uradom, cerkvijo ter manjšim gradom ob sotočju Ščavnice (Mürice) in Mure. 
Cerkev na Razkrižju so pričeli graditi leta 1747 in jo dokončali 9. avgusta 1766, posvetili pa leta 1748 svetemu Janezu Nepomuku. Leta 1884 je bila na Razkrižju ustanovljena šola. 
Prvi znani lastniki so bili grofje Celjski, kasneje grof Hampo, Peter Keglevič in grofje Zrinski. Ko je bil leta 1671 zadnji tega rodu, Peter Zrinski, usmrčen zaradi sodelovanja v zaroti proti Habsburžanom, so kraj dobili grofje Altheim.
Do leta 1848 je bilo območje Razkrižja pod upravo ogrskega dela Avstro-Ogrske monarhije, v sklopu županije Zala, zatem 16 let pod Hrvaško. Leta 1864 je bilo priključeno Štajerski, vse do konca prve svetovne vojne in razpada monarhije. Leta 1918 oz. leta 1919 je območje postalo sestavni del Kraljevine Srbov, Hrvatov in Slovencev. 14. septembra 1931 je bilo območje Razkrižja v okviru Dravske banovine priključeno k ljutomerskemu okraju.
Takoj po drugi svetovni vojni, po osvoboditvi 7. maja 1945, je območje sedanje občine Razkrižje in sosednje, sedaj hrvaške občine Štrigova bilo dodeljeno Sloveniji. Toda že čez slabo leto, aprila 1946, se je takratno slovensko politično vodstvo obema naseljema odreklo, v korist Hrvaške. Tedaj je bil namreč sprejet Zakon o upravni razdelitvi LR Slovenije, v katerem pa Razkrižja in Štrigove ni bilo. Območji so brez vednosti in soglasja prebivalcev priključili Hrvaški. Šele po protestih in velikimi prizadevanji domačinov je bilo območje Razkrižja po nekaj mesecih vrnjeno Sloveniji, Štrigova z okolico pa je ostala na Hrvaškem.
Drugi, veliko daljši boj pa so domačini bojevali za slovenščino v domači cerkvi. Čeprav je Razkrižje po prej opisanih povojnih dogodkih pripadlo Sloveniji, je namreč župnija (ustanovljena 1942) še naprej spadala pod zagrebško nadškofijo in tedanji župnik Stjepan Slaviček, ki je na Razkrižje prišel leta 1952, je kar štiri desetletja vztrajal pri hrvaščini v vseh cerkvenih obredih in verouku. Vse od leta 1965 so župljani nadškofijo prosili za uvedbo slovenščine pri verskih obredih, kasneje so peticijo poslali tudi na tedanjo jugoslovansko škofovsko konferenco. Ker pri tem niso bili uslišani, so se v osemdesetih letih minulega stoletja obrnili še na Sveti sedež, vendar tudi to neuspešno. Zato so leta 1992 cerkev preprosto zaprli, ponovno k rešitvi pozvali pristojne slovenske in hrvaške cerkvene ter državne oblasti, z delegacijo obiskali Vatikan in končno dosegli svoje. 
Leta 1994 je papež Janez Pavel II. z dekretom Svetega sedeža župnijo Razkrižje izvzel iz Nadškofije Zagreb in jo dodelil pod apostolsko upravo mariborskega škofa. Po skoraj treh desetletjih boja so na Razkrižju dobili slovenskega župnika in z njim slovensko bogoslužje. Od 7. aprila 2006 je župnija sestavni del novoustanovljene škofije Murska Sobota.

## Znamenitosti
Župnijska cerkev je poznobaročna stavba, posvečena leta 1748 svetemu Janezu Nepomuku, zavetniku pred poplavami. Zvonik je mlajši, iz 18. stoletja. Cerkev je dvoranska, s plitvimi stranskimi kapelami. Oprema je poznobaročna. Največja dragocenost je križ iz ameriškega lesa iz 16. stoletja, okrašen z biserno matico. Španci so križ prinesli iz Zahodne Indije po zmagi nad Nizozemci, potem pa je prišel v cesarsko zakladnico na Dunaju (1727). Kot darilo cesarice Marije Terezije ga je leta 1783 sem prinesel rojak Josip Köröstur. Pred cerkvijo je velika obokana vinska klet, ki jo je dala zgraditi grofica Ana Altheim leta 1784. V kraju stoji od leta 1929 gasilski dom.
Razkriški kot je naravna znamenitost. Skozenj vodi urejena naravoslovna pot z označenimi številnimi točkami zdravilnih zemeljskih energij. Za obisk sta zanimiva tudi zdravilni Ivanov izvir in na obrobju vasi Šafarsko, na lokaciji arheološkega najdišča, replika prazgodovinske naselbine z imenom Gradišče.